# Pjalozero
Pjalozero (rusky Пялозеро nebo Палье) je jezero v Karelské republice v Rusku. Má rozlohu 100 km². Dosahuje maximální hloubky 74 m. Uprostřed jezera leží velký ostrov.

## Vodní režim
Zdroj vody je převážně sněhový. Rozsah kolísání úrovně hladiny je 1,5 m. Zamrzá v listopadu až prosinci a rozmrzá v dubnu až květnu. Do jezera ústí Pionýrský kanál (délka 7,5 km), který přivádí vodu z řeky Suny po vybudování Pjalozerské hydroelektrárny. Odtéká z něj řeka Niva (povodí Oněžského jezera) přes jezero Sandal ke Kondopožské hydroelektrárně.